# Baby (curta-metragem)
Baby é um curta-metragem mudo norte-americano de 1915, do gênero comédia, dirigido por Harry Myers e estrelado por Oliver Hardy, juntamente com Myers e Rosemary Theby.

## Elenco

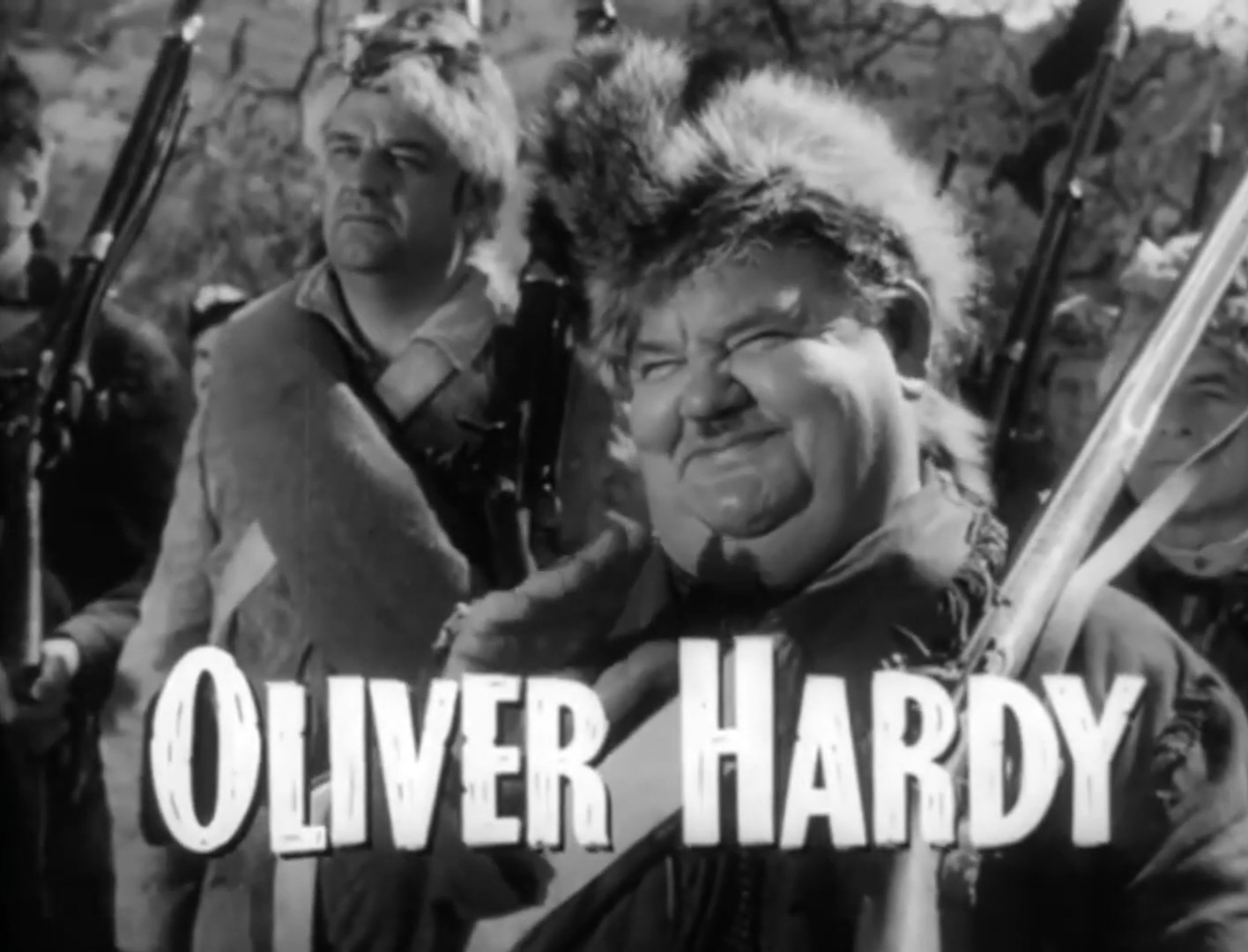
Oliver Hardy

- Harry Myers
- Rosemary Theby
- Oliver Hardy
- Mae Hotely